# L'Écluse no 1 (téléfilm, 1970)
Pour l’article homonyme, voir L'Écluse numéro 1.
Pour plus de détails, voir Fiche technique et Distribution.
L'Écluse n° 1 est un téléfilm français réalisé par Claude Barma, qui fait partie de la série Les Enquêtes du commissaire Maigret, d'après le roman homonyme de Georges Simenon. Il a été adapté par Jacques Rémy et Claude Barma. La première diffusion date du 21 février 1970 ; l'épisode, d'une durée de 85 minutes, est en noir et blanc.

## Synopsis
Émile Ducrau, un riche entrepreneur fluvial parti de rien, est poussé volontairement dans les eaux glacées de la Seine. Sauvé par des mariniers, il survit. Dès le lendemain, il est interrogé par le commissaire Maigret dans son appartement proche des quais. Qui aurait pu lui en vouloir à ce point ? L'enquête se complique quand le fils Ducrau se pend, en laissant un mot où il s'accuse d'une tentative de parricide. Un contremaître est retrouvé mort. Cette suite d'événements tragiques semble ne pas émouvoir le cynique Ducrau, despotique avec sa famille et ses collaborateurs. Convié dans sa résidence secondaire, Maigret parviendra à le réconcilier avec lui-même et les siens.

## Fiche technique
- Titre : L'Écluse n° 1
- Réalisation : Claude Barma
- Adaptation : Claude Barma et Jacques Rémy
- Dialogues : Jacques Rémy
- Musique : Raymond Bernard
- Directeur de la photographie : Roger Arrignon
- Décors : Maurice Valay
- Assistant décorateur : Gérard Auger
- Costumes : Christiane Deplanque
- Ingénieurs du son : Jean Salignac et Pierre Terrier
- Documentation sonore : Christian Londe
- Cadreur film : Claude Buteau
- Cadreurs vidéo : Jean Van Waerbeke, Francis Junek, Pierre Disbeaux, Christian Chautard
- Chef de plateau : Pierre Busschaert
- Montage : Andrée Lemaire et Michel Nezick
- Mixage : Claude Gilson
- Chef d'émission : Jacques Ballouet
- Assistants réalisateur : Jean-Louis Muller et Rosie Jegou
- Script-gril : Michele O'Glor
- Cascadeurs : Jean Galtat et Patrick Jeammes
- Chef de production : Michele Pietri
- Laboratoires : G.T.C. (Joinville)

## Distribution
- Jean Richard : commissaire Maigret
- Alfred Adam : Émile Ducrau
- François Darbon : Gassin
- Héléna Bossis : Jeanne Ducrau
- Catherine Broé : Berthe Ducrau
- Michel Beaune : Gaston, le Capitaine, époux de Berthe
- Katia Tchenko : Aline Gassin
- Raymond Meunier : Fernand
- Maurice Gauthier : le secrétaire du commissaire
- Annick Fougery : Mathilde
- François Cadet : inspecteur Lucas
- Michel Charrel : un marinier qui repêche le corps de Gassin
- Jean Hébey : un marchandeur au café
- Georges Montant : Jaspard, chef du remorquage et champion de mots-croisés
- Guy Bonnafoux : un mandataire sur les quais (comme Guy Bonnafous)
- Nicole Desailly : la femme de Fernand (non créditée)
- Marius Gaidon : un agent de police sur les quais (non crédité)
- Gaston Meunier : un marchandeur au café et un agent de police à la PJ (non crédité)
- Alfred Baillou : un homme à l’enterrement (non crédité)